# ラーメンの旅
「ラーメンの旅」（ラーメンのたび）は、テレビ新潟の夕方の情報番組『新潟一番』の名物コーナー。毎回、新潟県内の各市町村を巡り、何軒かのラーメンを扱う飲食店を見つける旅コーナー。放送されたラーメン店は、旗と写真つきのポスターが貰えた。現在は火曜のコーナーであり、2009では行き先である地域を『クイズ新潟再発見』で使われていたルーレットを使って抽選、2010ではランダムとなる。紹介されたラーメン店には番組特製の手拭が贈られる。

## 担当アナウンサー
- 歴代ラーメン娘
  - 初代 田島祐子（112市町村ラーメンの旅を担当。また、コーナー終了後のラーメン中継に毎回参加している）
  - 2代目 武岡智子（ラーメンの旅2を2004年3月まで担当）
  - 3代目 佐藤温子（ラーメンの旅2を2004年4月から終了まで担当）
  - 4代目 諸橋碧 （ラーメンの旅2008・2009・2010を担当)
  - 5代目 栗林紗美（ラーメンの旅2010年4月 - 2011年を担当）
  - 6代目 大平真理子（ラーメンの旅2014年4月 - ）
  - 7代目 櫻井梨子（ラーメンの旅2016年4月 - ）
- ラーメン男
  - 初代 内田拓志（2012年）
  - ？ 佐藤剣慎（2022年-）